# Obelisco de Kagul

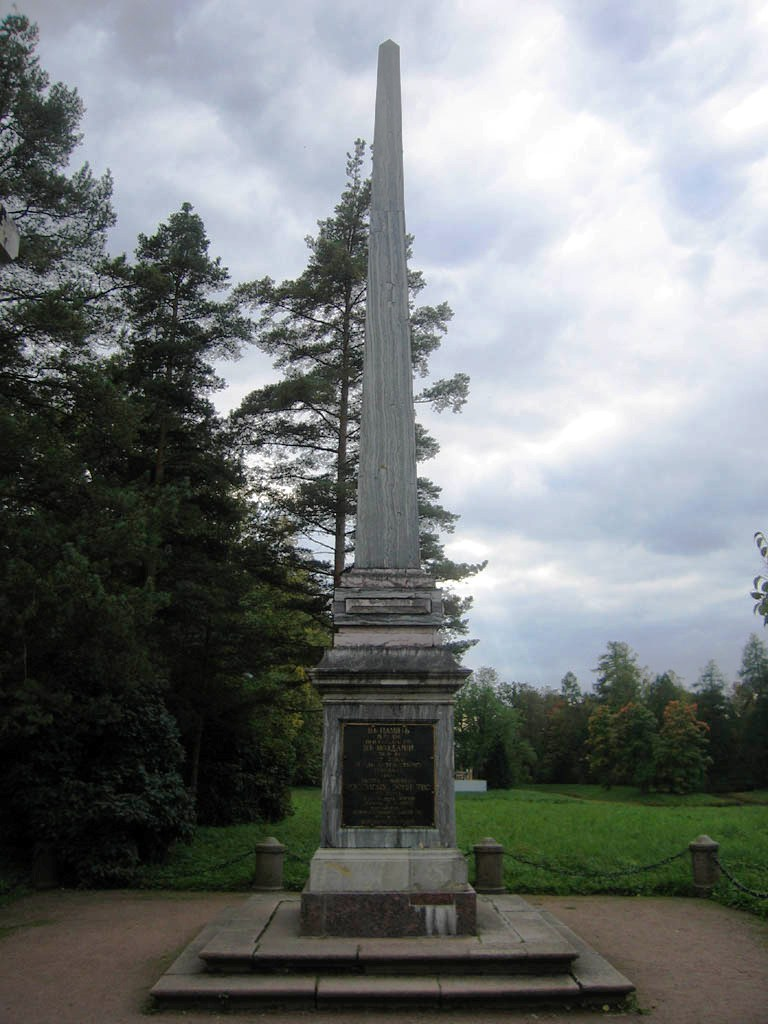
Vista do monumento

O Obelisco de Kagul (em russo:  Кагульский обелиск, Kagulskiy obelisk) é um obelisco na localidade de Tsarskoye Selo, sendo uma das várias estruturas erigidas sob ordem de Catarina II da Rússia em 1772 para comemorar a vitória de Pyotr Rumyantsev na batalha de Kagul. Foi desenhado por Antonio Rinaldi, é de mármore cinzento e vermelho escuro, e está colocado no parque do Palácio de Catarina.
A inscrição no pedestal diz: "Em recordação da vitória no rio Kagul na Moldávia, 21 de julho de 1770, sob comando do conde Pyotr Rumyantsev".